# Brasier (entreprise)
Pour les articles homonymes, voir Brasier.

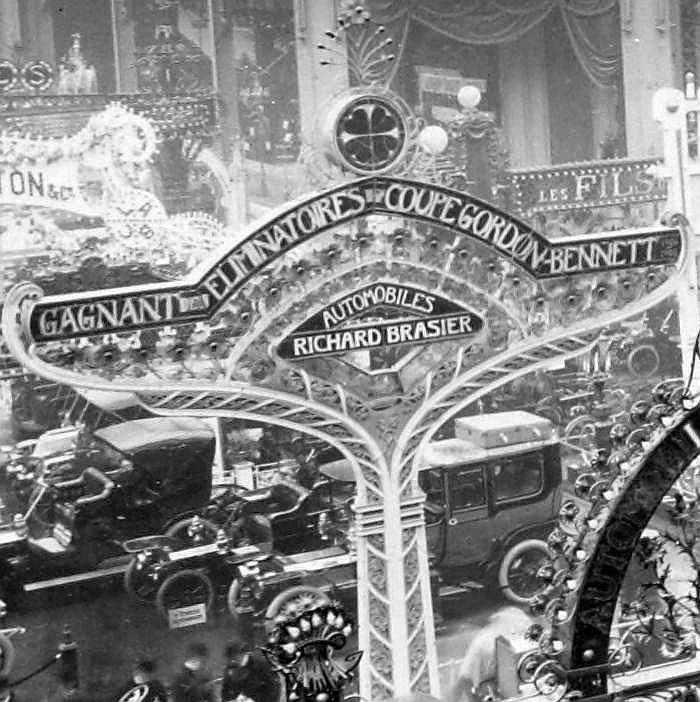
Enseigne Brasier au Salon de l'Automobile 1905.

Brasier, précédemment connue sous le nom de Richard-Brasier, est une ancienne entreprise automobile française, fondée en 1902 par Georges Richard et Charles-Henri Brasier. Le siège social et les services commerciaux se situaient 23, avenue de la Grande-Armée, à Paris 16e arrondissement, et l'usine 2, rue de Galilée, à Ivry-Port.
Durant les années 1900, les automobiles Brasier obtiennent de nombreux succès en courses automobiles, bien qu'elles soient très sujettes au retournement.
En 1905, Charles-Henri Brasier, alors directeur et administrateur, profite de l'absence répétée de Georges Richard dans l'entreprise en raison d'un accident pour mettre un terme à son contrat, prenant ainsi seul la tête de la marque. Les automobiles produites par la suite ne connaissent pas le même succès. Bien que la marque s'associe avec Camille Chaigneau, l'entreprise fait faillite et disparait en 1930.

## Prémices

### Les frères Richard

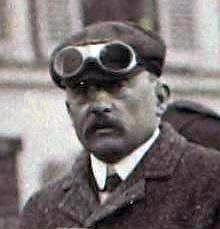
Charles-Henri Brasier en 1903 (au kilomètre de Dourdan).

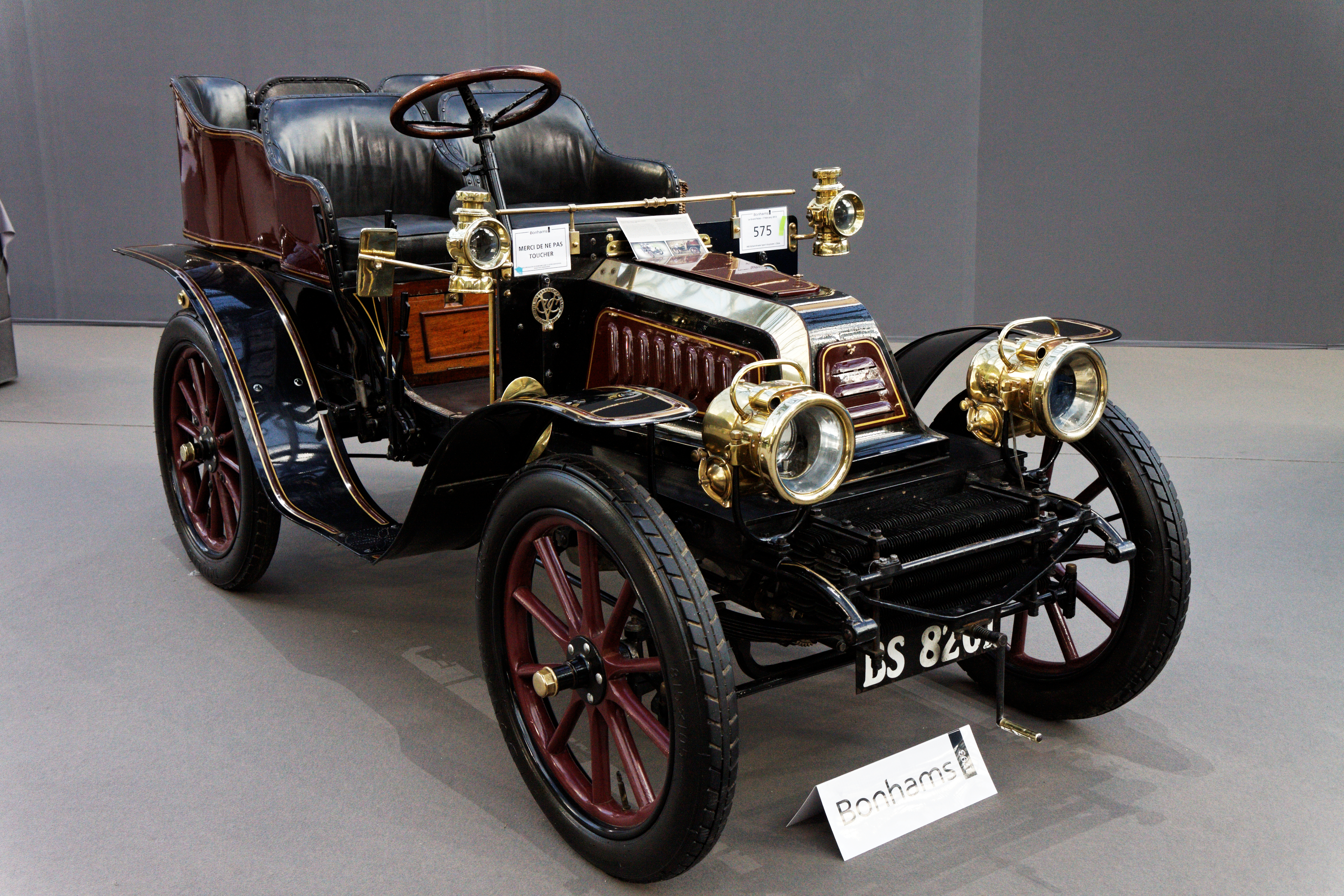
Une Richard-Brasier type H de 1903.

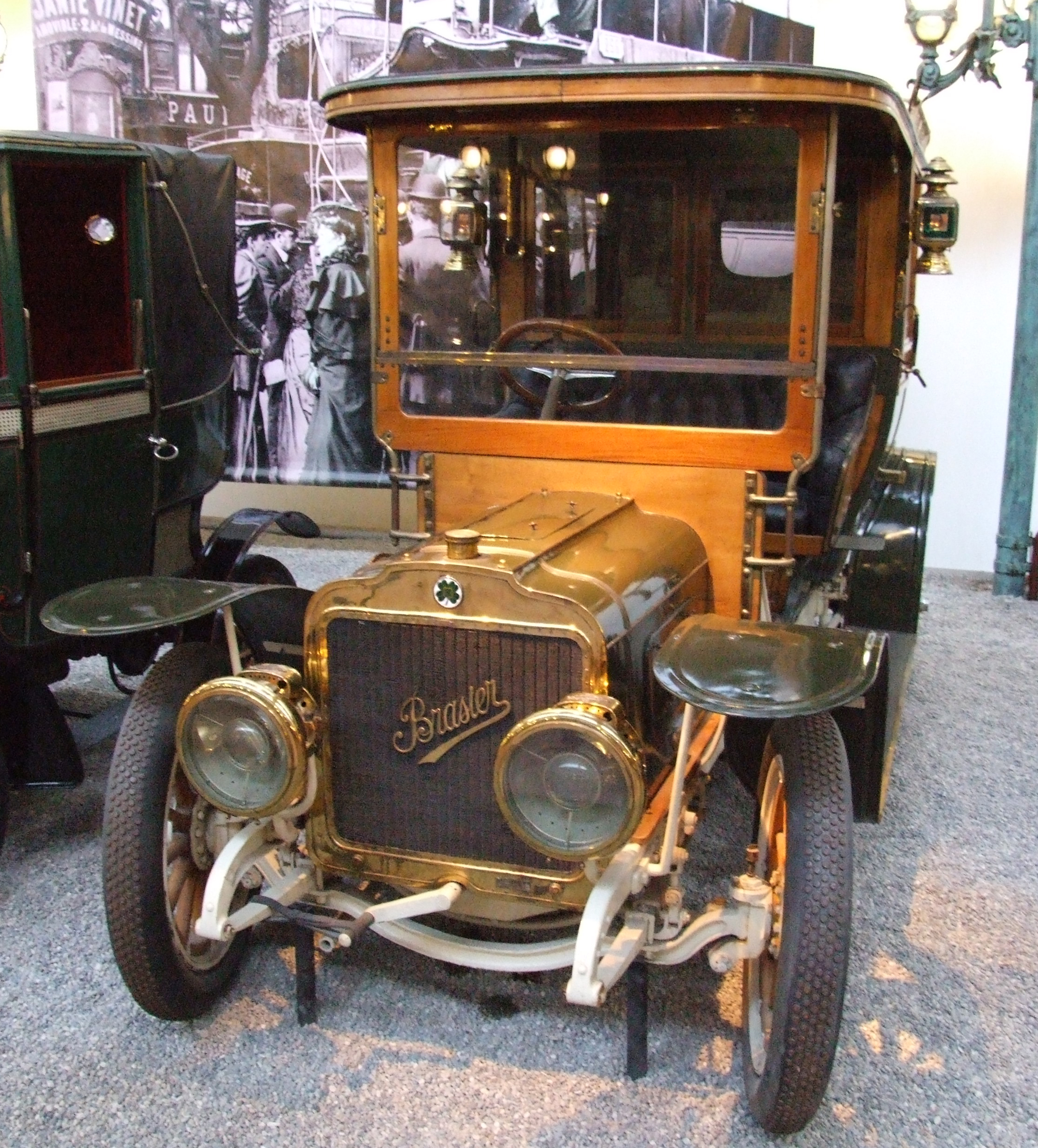
Automobile Brasier exposée au Musée National de Mulhouse.

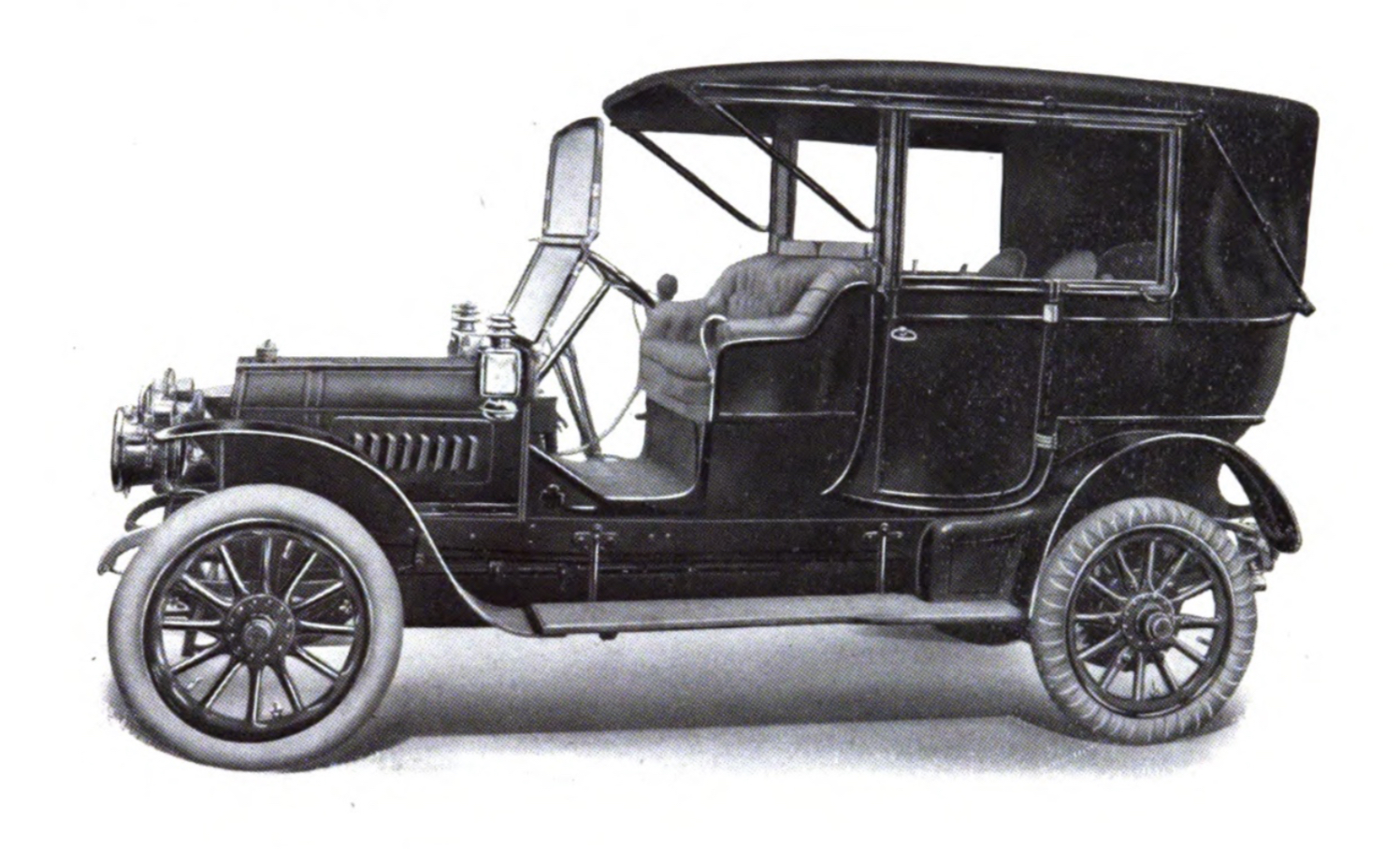
Brasier 35/50 CV quatre cylindres 6371 cm³ (1911-1912)

Georges Richard et son frère ainé, Félix-Maxime, travaillent durant les années 1890 dans un atelier de réparation et de fabrication de bicyclettes. En raison de leur succès, les deux frères fondent leur société nommée « Société des Cycles Georges Richard » où il est fait mention pour la première fois de la construction et de la vente d'automobiles.
La qualité de leurs cycles est telle que les deux frères garantissent leur construction à vie sur tout défaut inhérent à la fabrication même. Cet engagement forgeant leur réputation, la société obtient des contrats de ventes avec le Service de santé des armées et celui des Postes et Télégraphes. Leurs activités grandissantes les obligent à changer de nom pour devenir officiellement « Société de Construction de cycles et d'Automobiles Georges Richard ». Leur « première » automobile, une deux places propulsée par un moteur monocylindre de 708 cm3, d'une puissance de 3,5 ch, est présentée au 3e salon du cycle, salon ouvert pour la première fois aux « cycles sans chevaux ». Baptisé « Poney », cette voiturette sera construite de 1896 à 1902.

### Charles-Henri Brasier
Depuis 1886, Charles-Henri Brasier, diplômé de l'École des arts et métiers de Chalons, est dessinateur dans pour l'entreprise Mors. « Intelligent et ingénieux », Brasier réussit la conception du premier moteur quatre cylindres en V avec allumage par rupteur pour voiture. Lorsqu'Émile Mors décide d'engager ses automobiles en compétition, Brasier trouve enfin l'occasion d'exprimer ses qualités. En peu d'années, les automobiles Mors seront connues pour leurs innombrables succès en course automobile : Paris-Dieppe, Paris-Trouville, Paris-Amsterdam, Paris-Ostende, Paris-Berlin... Les excès engendrés par la construction d'automobiles de plus en plus puissantes ainsi que les exigences de Brasier, que peu de personnes  supportent, mènent à des conflits entre Brasier et Mors. En 1901, Brasier quitte l'entreprise, année qui marque également la fin des victoires Mors dans les compétitions d'envergure.

## L'âge d'or

### Fondation

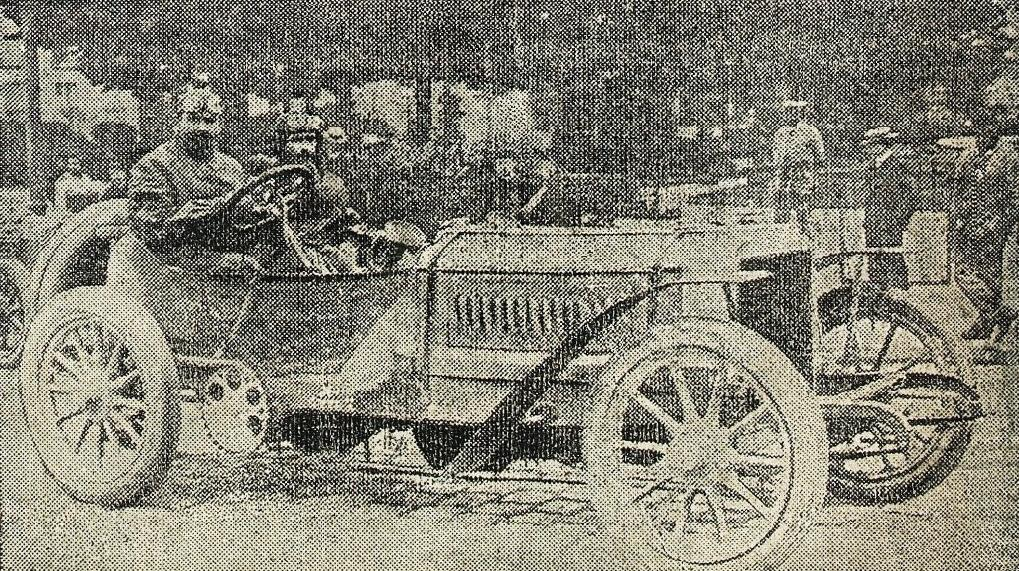
La Brasier Grand Prix en 1906.

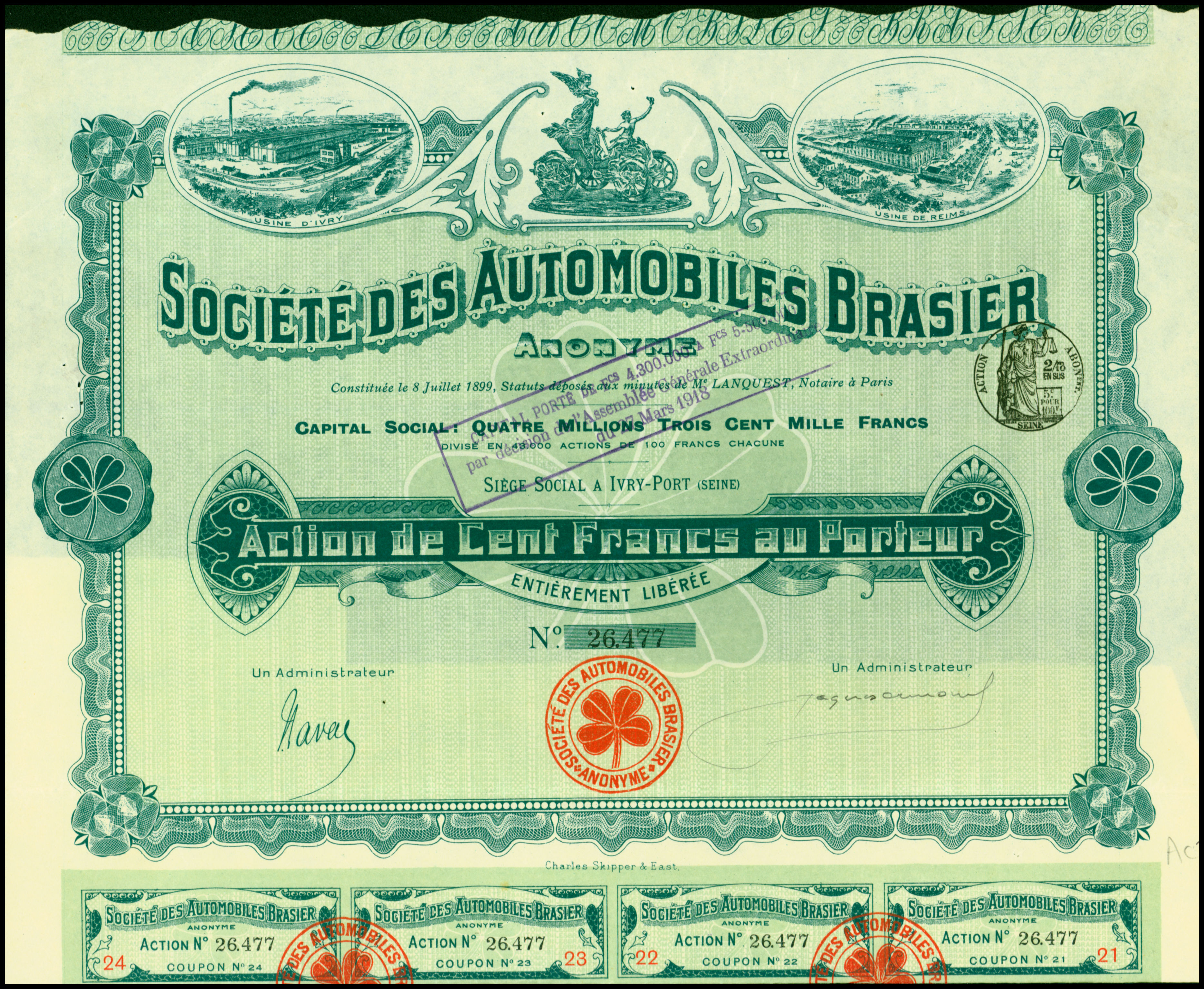
Action de la Société des Automobiles Brasier en date du 8 juillet 1899.

En 1902, Brasier rejoint Richard dans l'entreprise d'automobiles, désormais connues sous le nom de Richard-Brasier. De cette association naitront des automobiles innovantes, d'une puissance variant de 8 à 12 chevaux, mais qui auront néanmoins une forte ressemblance avec les automobiles de Panhard et Levassor. De nombreux brevets sont déposés par Brasier et Richard, comme des bougies dites à dilatation libre, un embrayage par courroie ou encore un changement de vitesses serti dans un carter étanche. La plus grande innovation est surtout un carburateur à pulvérisation et réglage automatique, permettant de délivrer un débit constant de carburant,. D'une petite entreprise artisanale, Richard et Brasier sont désormais à la tête d'un complexe industriel de 300 personnes.

### Courses automobiles

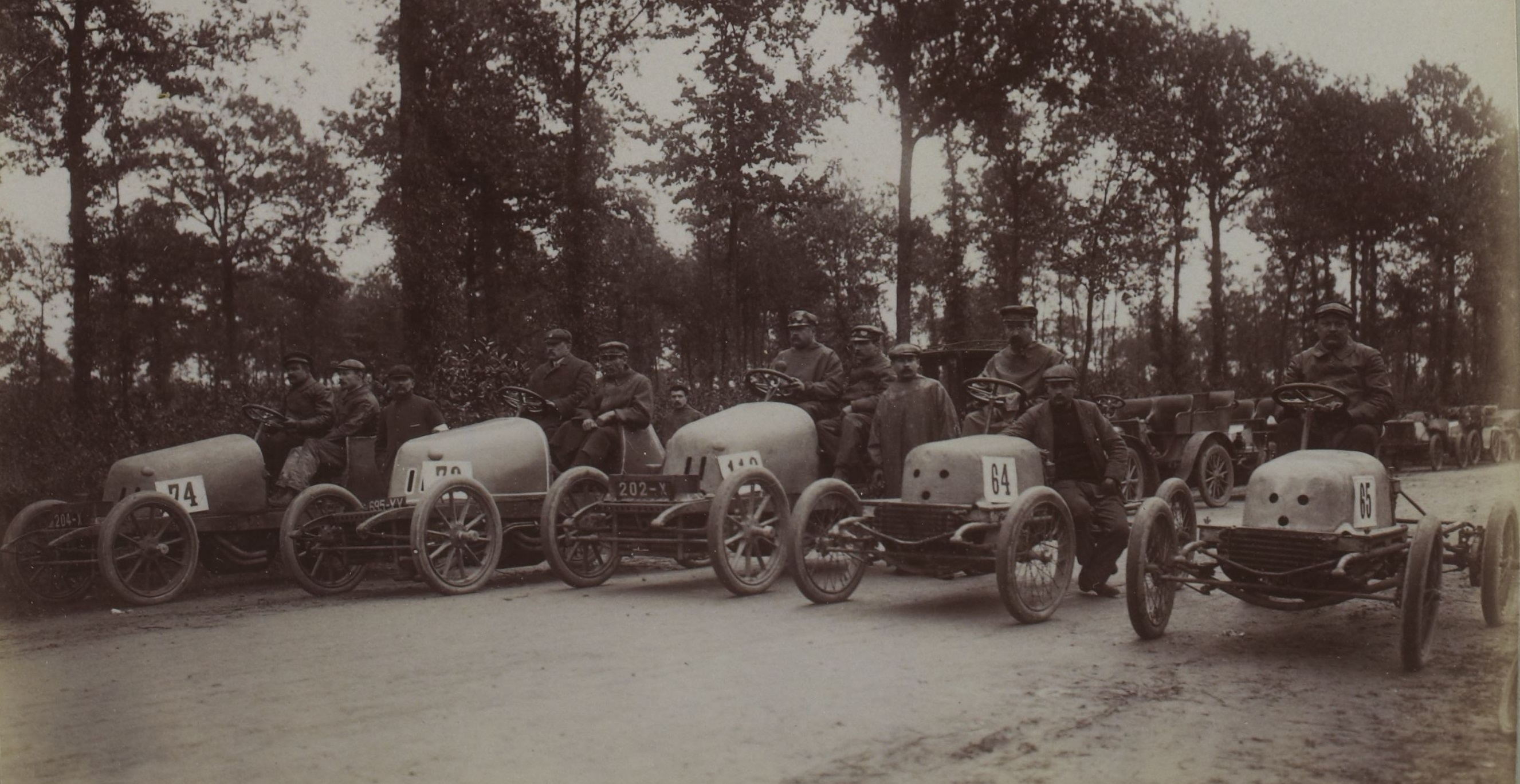
L'équipe Brasier au kilomètre de Dourdan 1903 (C. H. Brasier no 73).

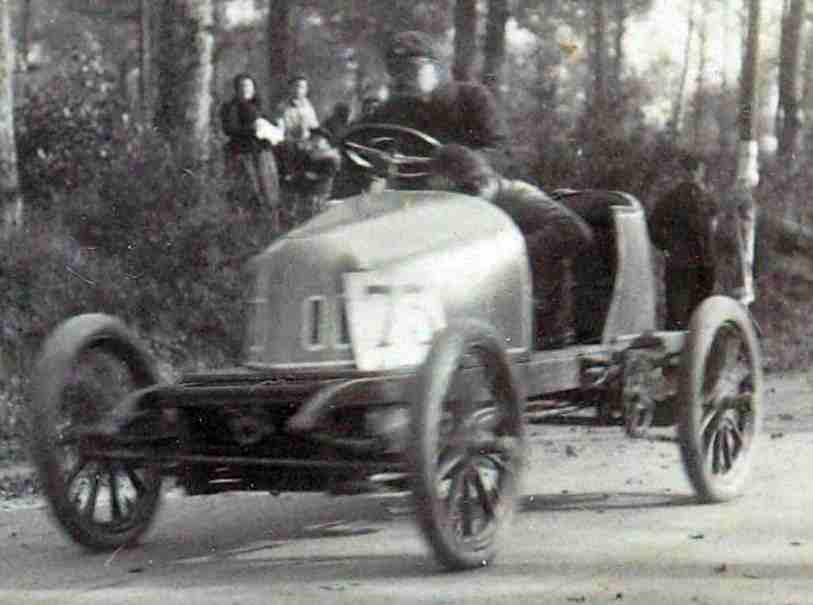
Charles-Henri Brasier no 73 à Dourdan (1903).

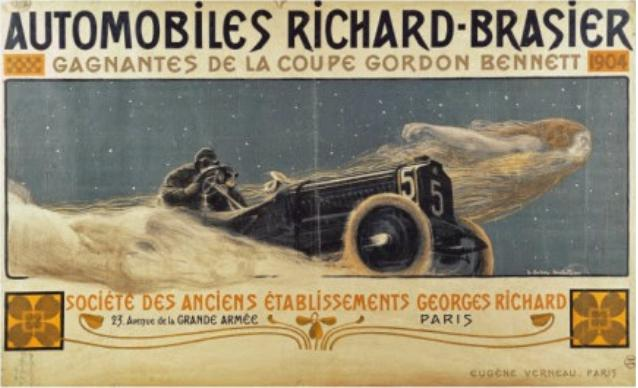
Publicité réalisée par Henri Bellery-Desfontaines pour les automobiles Richard-Brasier, à la suite de leur victoire lors de la coupe Gordon Bennett.

Une automobile plus puissante est également construite pour participer à la course Paris-Madrid de 1903, une des plus célèbres courses à cette époque. Georges Richard participe en personne à la course, ce qui aura une influence inattendue sur le cours de l'entreprise. En effet, la course Paris-Madrid est également connue pour son nombre de participants décédés pendant l'épreuve. Richard, quant à lui, percute un arbre en voulant éviter un spectateur, se blessant ainsi grièvement la jambe.
En 1904 et en 1905, les voitures Richard-Brasier sont vainqueurs de la Coupe Gordon-Bennett, le championnat le plus prestigieux : en effet, la plupart des marques automobiles de l'époque non seulement françaises mais également internationales y sont représentées. Léon Théry termine en tête en 1904 sur une quatre cylindres de 80 HP, et en 1905 sur une autre de 96 HP, . Ces deux victoires participent amplement à la renommée mondiale de la marque. Néanmoins, son âge d'or n'est que de courte durée. Durant la seconde moitié des années 1900 sont encore à citer pour elle les pilotes Paul Bablot, Paul Baras, ou Jules Barillier (quatrième des Grand Prix de France et circuit des Ardennes en 1906, 7e du premier en 1907).
En 1927, Jean Chaigneau gagne le Critérium Paris-Nice avec une TD4 torpédo sport.

### Modèles

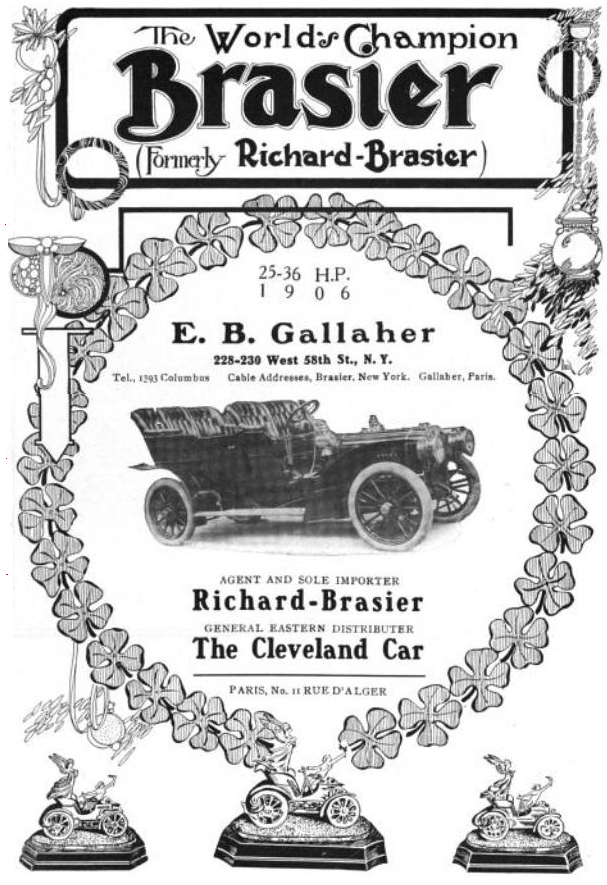
Publicité pour l'importation américaine (1906).

En 1908 la gamme comprenait 6 modèles (tarifs pour les châssis complets mais sans carrosserie) :
- 12 HP 15 cv à 9 500 francs de l'époque.
- 16 HP 26 cv à 13 500 francs.
- 25 HP 40 cv à 16 000 francs.
- 30 HP 40 cv à 17 000 francs.
- 32 HP 40 cv à 19 000 francs.
- 45 HP 60 cv à 25 000 francs.

Carrosseries déclinables en : 
- Double-phaéton (depuis 1 800 francs),
- Phaéton 1/2 limousine (depuis 3 500 francs),
- Limousine, Landaulet-limousine et Landaulet 3/4 (depuis 5 000 francs),
- Berline (depuis 5 750 francs)

## Déclin

### Départ de Richard

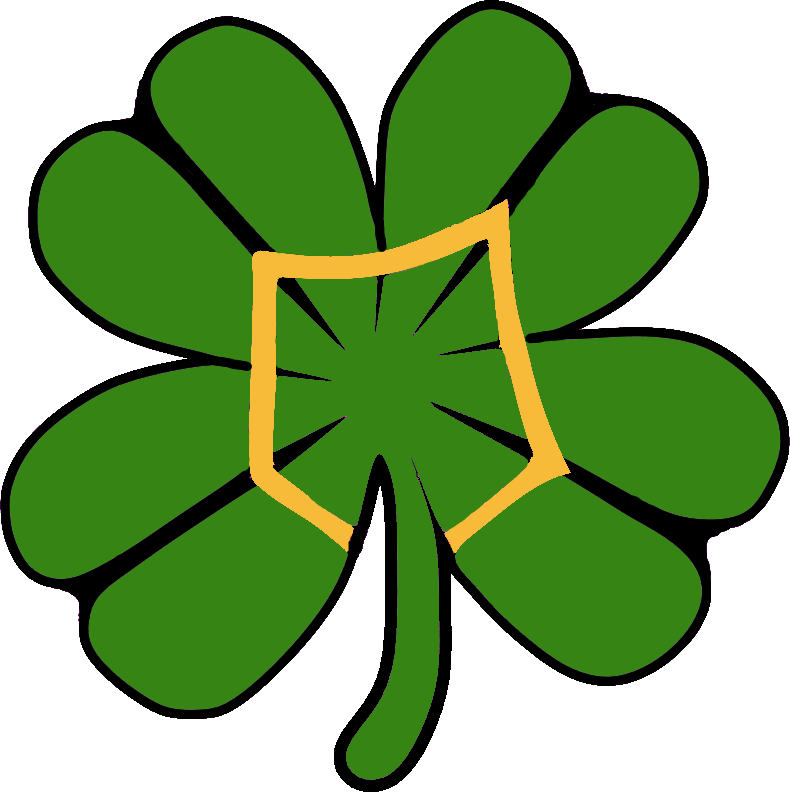
Le trèfle à quatre feuilles, emblème de la marque Brasier.

La popularité suscitée par la victoire de Léon Théry profite énormément à la marque et surtout à Brasier, alors seul dans l'entreprise étant donné la convalescence de Richard. Ses absences répétées permettent à Brasier de se faire nommer dirigeant et administrateur de la marque en 1904. Brasier décide dès lors de mettre un terme à son contrat avec Richard, tout en conservant les usines d'Ivry-Port mais également l'emblème du trèfle à quatre feuilles, brevet déposé pourtant par Georges Richard.
La rupture soudaine entre les deux associés va bien au-delà puisque Brasier conserve le nom de Richard-Brasier pour ses futures automobiles et intente un procès à Richard pour l'empêcher d'utiliser son nom s'il entend poursuivre ultérieurement la fabrication d'automobiles. Néanmoins, Richard gagne le procès mais n'utilisera pas son nom dans le futur. En effet, il fondera la société Unic, aujourd'hui connue sous le nom d'Iveco. Brasier renomme donc l'entreprise en « Société des Automobiles Brasier ».

### Fusion avec Chaigneau
Bien que la qualité et la robustesse ne leur fassent pas défaut, les automobiles produites par Brasier depuis 1905 demeurent très « conventionnelles », et même le nouveau modèle de 1912, une voiture légère et moderne muni d'un bloc-moteur à 4 cylindres ne suffit pas. De plus, à la suite de leurs victoires en compétition automobile, Brasier double les prix de ses voitures. De surcroît, à partir de 1906, les victoires se font plus rares. La popularité de la marque ne cesse de décroître, comme bien d'autres marques françaises à cette époque,. 
En 1926, Brasier réorganise l'entreprise et s'associe avec les cycles Camille Chaigneau pour former la nouvelle société automobile Chaigneau-Brasier. Afin de récupérer de la trésorerie, des bâtiments sous-utilisés sont vendus aux fabricants Georges Irat et Hobart. Malheureusement, Brasier ne réussit pas à s'adapter à la nouvelle conjoncture économique, les ventes d'automobiles de luxe étant en plein déclin. Les nouveaux modèles sont trop chers pour un monde subissant la crise économique de 1929,. En 1930 Delahaye entre au capital de la firme et rachète le reste en 1933, intéressé surtout par les usines d'Ivry pour y installer sa production de camions, puis de jeeps VLR en 1948. A la reprise de Delahaye par Hotchkiss en 1954, ces mêmes usines produiront les jeeps Hotchkiss-Willys.
En 1941, Charles-Henri Brasier meurt à 77 ans à Paris.

## Autour de la marque

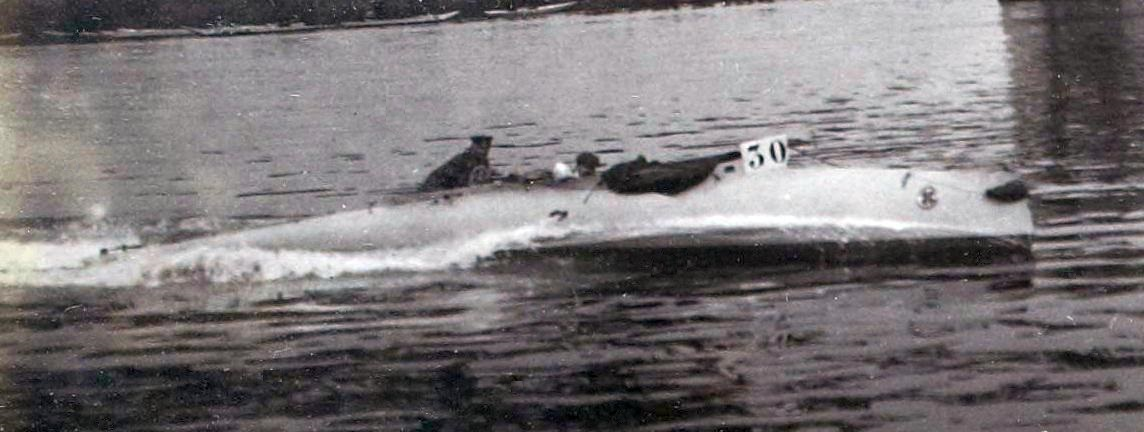
Émile Thubron, champion olympique de motonautisme en 1908.

- Brasier est le seul et unique motoriste, français, à pouvoir revendiquer un titre de champion olympique, avec Émile Blakelock Thubron, le 29 août 1908 à Southampton (avec son moteur 90 H.P. de 4 cylindres, monté sur une coque française Pitre de 30 pieds de longueur). En 1936, le constructeur motoriste britannique Singer s'imposera dans l'épreuve de course automobile des Jeux olympiques d'été de 1936, mais à titre de démonstration.
- L'auteur et musicien Boris Vian a contribué à la renommée posthume de la marque en vantant et en se montrant à bord de sa « sensationnelle Richard-Brasier 1911 avec frein à pédale », notamment sur la pochette de son seul disque vinyle.
- La marque de fabrique au trèfle à quatre feuilles, que Charles-Henri Brasier avait soufflée à son ancien partenaire Georges Richard à leur séparation, fut en son temps très populaire du fait des brillantes victoires de Brasier en course et pour le symbole de porte-bonheur que ce trèfle représente toujours. Alfa-Romeo de son côté avait peint dès 1923 des trèfles à quatre feuilles sur ses voitures de course pour leur porter chance, avec succès, sans que ce symbole ne soit pour autant adopté comme marque de fabrique (ou logo) de cette entreprise.